# Deaflympics d'hiver de 1971
Les Deaflympics d'hiver de 1971, officiellement appelés les 7e Deaflympics d'hiver, ont lieu le 25 janvier au 29 janvier 1971 à Adelboden, en Suisse. Les Jeux rassemblent 92 athlètes de 13 pays. Ils participent dans un seul sport et deux disciplines qui regroupent un total de onze épreuves officielles, soit une épreuve de plus qu'en 1967. Le nouveau participant est l'Union soviétiques. L'équipe de Suisse a remporté le Deaflympics d'hiver de 1971.

## Sport

### Sports individuels
- Ski de fond
- Ski slalom
- Ski slalom géant

## Pays participants
- Allemagne de l'Ouest
- Autriche
- Canada
- États-Unis
- Finlande
- France
- Italie
- Pologne
- Norvège
- Suède
- Suisse
- Union soviétique
- Yougoslavie

## Compétition

### Tableau des médailles
- Pays organisateur (Suisse)

| Rang   | Nation               | Or | Argent | Bronze | Total |
| ------ | -------------------- | -- | ------ | ------ | ----- |
| 1      | Suisse               | 2  | 5      | 3      | 10    |
| 2      | Union soviétique     | 2  | 3      | 2      | 7     |
| 3      | États-Unis           | 2  | 0      | 2      | 4     |
| 4      | Norvège              | 2  | 0      | 2      | 4     |
| 5      | Italie               | 2  | 0      | 0      | 2     |
| 6      | Finlande             | 1  | 2      | 0      | 3     |
| 7      | Allemagne de l'Ouest | 0  | 0      | 3      | 3     |
| 8      | France               | 0  | 0      | 0      | 0     |
| 8      | Yougoslavie          | 0  | 0      | 0      | 0     |
| 8      | Suède                | 0  | 0      | 0      | 0     |
| 8      | Pologne              | 0  | 0      | 0      | 0     |
| 8      | Canada               | 0  | 0      | 0      | 0     |
| 8      | Autriche             | 0  | 0      | 0      | 0     |
| Total: | Total:               | 11 | 11     | 10     | 32    |

### La France aux Deaflympics
Il s'agit de sa 4e participation aux Deaflympics d'hiver. Avec un total de 5 athlètes français, la France ne remporta aucune médaille.